# Ranchita
Ranchita es un área no incorporada ubicada en el condado de San Diego en el estado estadounidense de California. La localidad se encuentra ubicada a orillas de la Ruta de Condado S22 a 14 km al suroeste de Borrego Springs.

## Geografía
Ranchita se encuentra ubicada en las coordenadas 33°12′N 116°30′O / 33.200, -116.500.